# Maria-Wasch-Kapelle
Die Maria-Wasch-Kapelle ist eine römisch-katholische Kapelle in der oberbayerischen Kreisstadt Altötting.
Sie wurde integriert in die westliche Hauswand eines Anwesens in der Herrenmühlstraße errichtet. Bezeichnet ist sie mit dem Jahr 1753.
Die Kapelle steht unter Denkmalschutz.